# Birgit Bohle

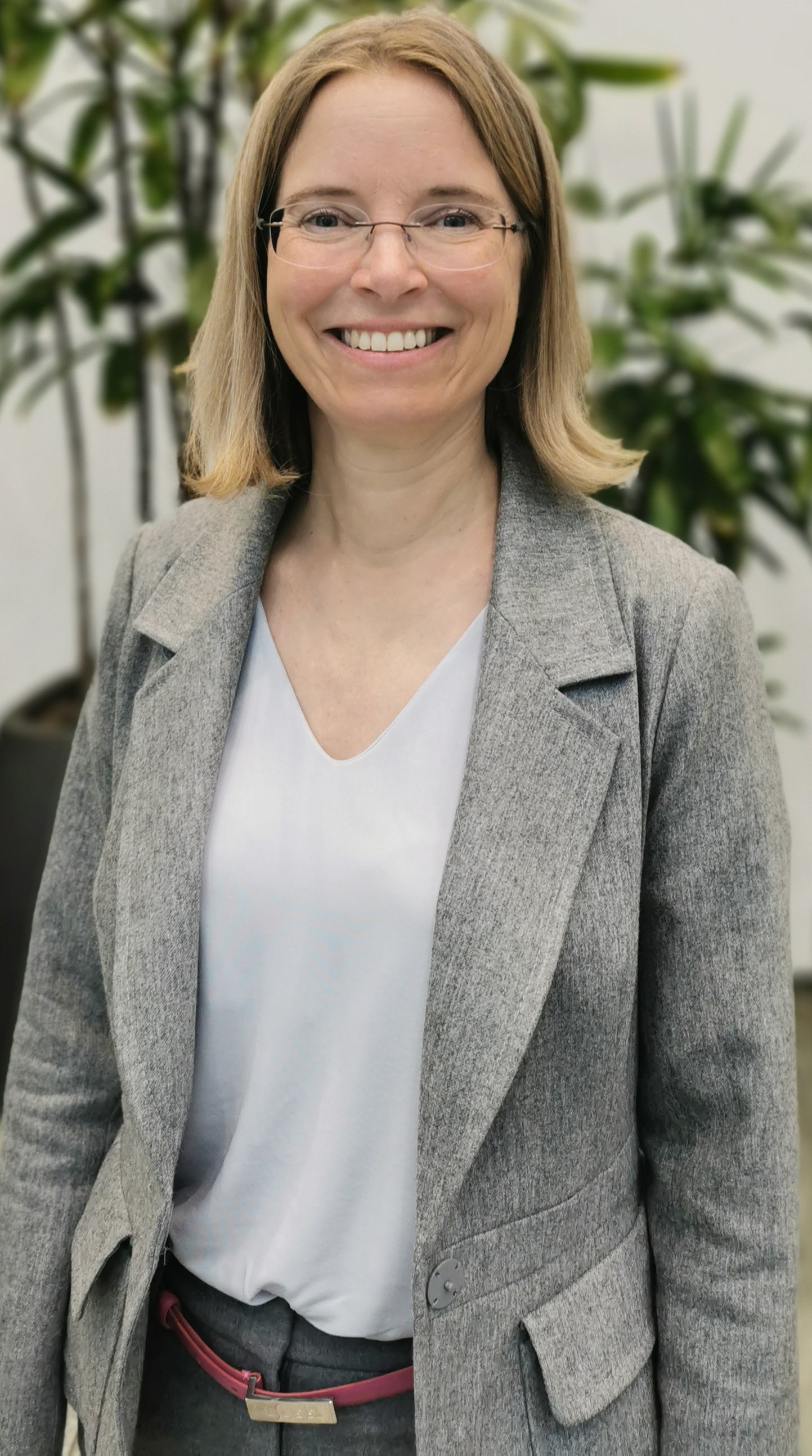
Birgit Bohle (2022)

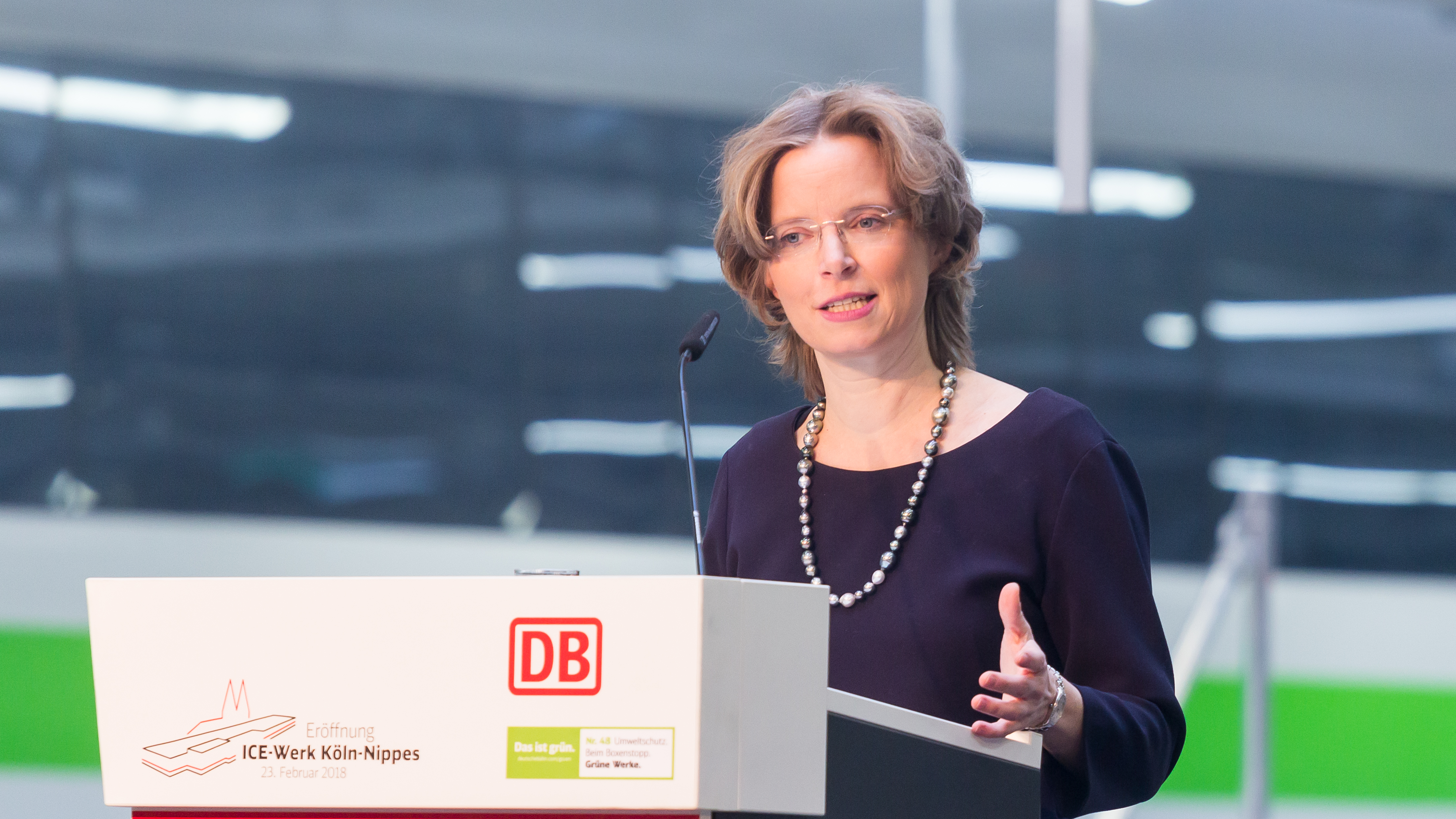
Birgit Bohle (Februar 2018)

Birgit Bohle (* 15. Dezember 1973 in Remagen) ist eine deutsche Managerin. Bis Ende 2018 war sie Vorsitzende des Vorstandes der DB Fernverkehr AG. Seit Januar 2019 ist sie als Vorstand Personal und Arbeitsdirektorin bei der Deutschen Telekom AG tätig. Seit Januar 2020 verantwortet sie zudem das Vorstandsressort Recht.

## Werdegang
Bohle begann ihre berufliche Laufbahn 1992 mit einer Ausbildung bei BASF. Sie studierte anschließend an der Hochschule für Unternehmensführung in Vallendar bei Koblenz sowie an der University of Austin Wirtschaftswissenschaften.
Im Jahr 2000 begann sie, für die Unternehmensberatung McKinsey zu arbeiten, und arbeitete dabei unter anderem für die Deutsche Bahn.
2007 ging sie von McKinsey zur Deutschen Bahn und leitete zunächst den Bereich Geschäftsentwicklung und Vermarktung im Vertrieb. Ab Ende 2011 war sie Vertriebschefin des Unternehmens. In dieser Funktion strukturierte sie unter anderem den Vertrieb um, vom Schalter- und Automatenverkauf zum Internetvertrieb. Sie setzte sich auch dafür ein, Fahrplandaten des Unternehmens unter Verschluss zu halten.
Seit August 2015 war sie Vorsitzende des Vorstands von DB Fernverkehr. Sie folgte damit auf Berthold Huber, ihr Nachfolger als Vertriebschef war Ralph Körfgen, seit 2009 Leiter der Konzernentwicklung der Deutschen Bahn. Der Aufsichtsrat kritisierte die Besetzung. In diese Zeit fällt die Abschaffung der Nachtzüge der Deutschen Bahn.
Seit dem 1. Januar 2019 ist Birgit Bohle als Vorstand Personal und Arbeitsdirektorin bei der Deutschen Telekom AG tätig – als Nachfolgerin von Christian Illek, der neuer Finanzvorstand wird. Seit dem 1. Januar 2020 verantwortet sie zudem das Vorstandsressort Recht. Die Telekom hatte das Vorstandsressort Datenschutz, Recht, Compliance 2008 als Reaktion auf die Überwachungsaffäre gegründet. Bohles Nachfolger als Vorstandsvorsitzender von DB Fernverkehr ist Michael Peterson.
Bohle ist verheiratet und Mutter zweier Kinder.